# Театр Маноэль
Театр Маноэль (мальт. It-Teatru Manoel, англ. Manoel Theatre) — театр и концертный зал в Валлетте на Мальте.

## История
Театр назван в честь 66-го великого магистра ордена госпитальеров Антониу Мануэла де Вильены, который заказал строительство в 1731 году.  Этот величественный театр, возводившийся более трех веков назад, является одним из старейших в Европе и оживленным свидетелем истории Мальты.
Построенный всего за 10 месяцев, театр был торжественно открыт 19 января 1732 года с премьерой итальянской трагедии "Меропа" Сципиона Маффея.
В театре Маноэль также базируется Мальтийского филармонического оркестр, который является одним из главных символов музыкальной жизни Мальты. 
Заинтересованным посетителям открывается возможность познакомиться с историей и внутренним устройством театра через экскурсии. Они могут пройти по его коридорам, увидеть богато украшенные интерьеры и ознакомиться с особенностями его работы.
Театр Маноэль в Валлетте славится своим роскошным интерьером, олицетворяющим стиль барокко и богатство культурного наследия Мальты. В ложах и холлах театра можно увидеть старинные мебельные изделия, такие как кресла, столики и комоды, которые добавляют шарму и изысканности интерьеру.